# Boulevard de Sébastopol
Le boulevard de Sébastopol, anciennement boulevard du Centre, est un boulevard parisien qui sépare les 1er et 2e, d'une part, des 3e et 4e arrondissements d'autre part.

## Situation et accès

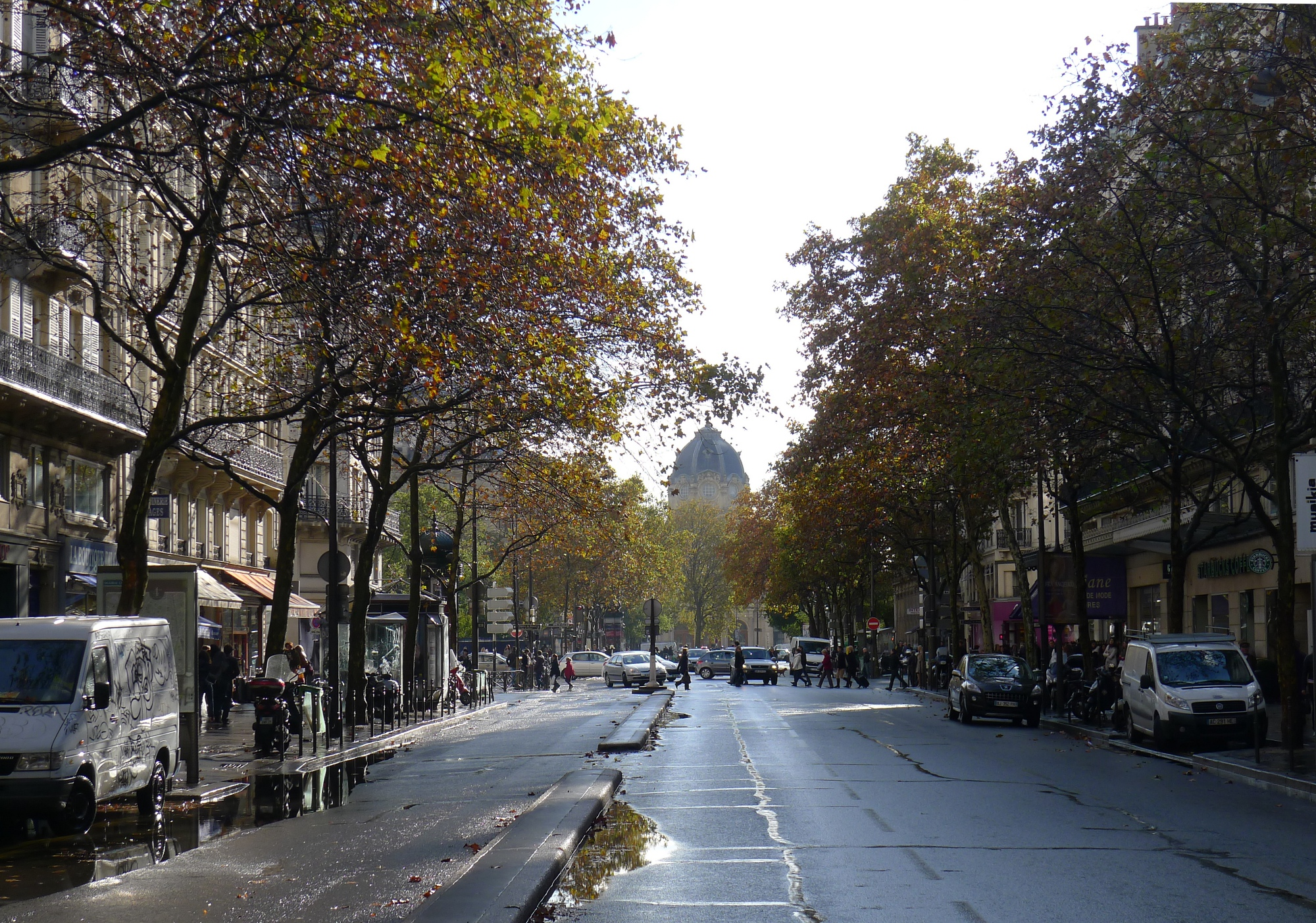
Le boulevard de Sébastopol à proximité de la rue de Rivoli, vu en direction du tribunal de commerce.

Long de 1 332 mètres et large de 30, il part de la place du Châtelet et se poursuit au nord par le boulevard de Strasbourg. C'est d'abord une voie de grande circulation pourvue de deux voies automobiles, un couloir de bus et une piste cyclable. Bien qu'il comporte quelques restaurants et de nombreuses boutiques, le boulevard de Sébastopol n'est pas réellement un lieu de loisir, contrairement au Marais et aux Halles entre lesquels il s'interpose.
En son extrémité sud, on peut apercevoir la coupole du tribunal de commerce de Paris qui se situe sur l’île de la Cité.
Ce site est desservi par les stations de métro Châtelet, Étienne Marcel, Réaumur - Sébastopol, Strasbourg - Saint-Denis, Château d’Eau et Gare de l’Est.
C'est la seule voie parisienne à passer par quatre arrondissements (à l'exception du Boulevard Périphérique et de la voie Georges Pompidou).

## Origine du nom
Cette voie, précédemment « boulevard du Centre », est rebaptisée dès septembre 1855 afin de perpétuer le souvenir du long siège de Sébastopol (9 octobre 1854 au 11 septembre 1855) et la prise de ce port de guerre par l'armée anglo-française qui sont les principaux évènements de la guerre de Crimée (1853-1856).

## Historique

### Percement
Le boulevard de Sébastopol est l'une des voies les plus importantes percées par Haussmann lors des travaux de transformation de Paris. Il constitue un élément important du nouveau grand axe nord-sud qui traverse le centre de Paris et constitue l'axe d'accès à la gare de l'Est.
Haussmann a montré que la percée, établie à mi-chemin des rues Saint-Denis et Saint-Martin, entraînait une moindre destruction de constructions que s’il eût fallu procéder à l’élargissement de ces deux voies. Le percement n’a entamé que les rues transversales, les fonds de parcelles et les chapelles de l’abside de l’église Saint-Leu-Saint-Gilles.
Le percement de cette voie est déclaré d'utilité publique en 1854 en même temps que celui de la rue de Turbigo et du prolongement de la rue Réaumur. Tout d'abord nommé « boulevard du Centre », il est renommé « boulevard de Sébastopol » quelques jours après la victoire remportée le 8 septembre 1855, par les troupes de Napoléon III.

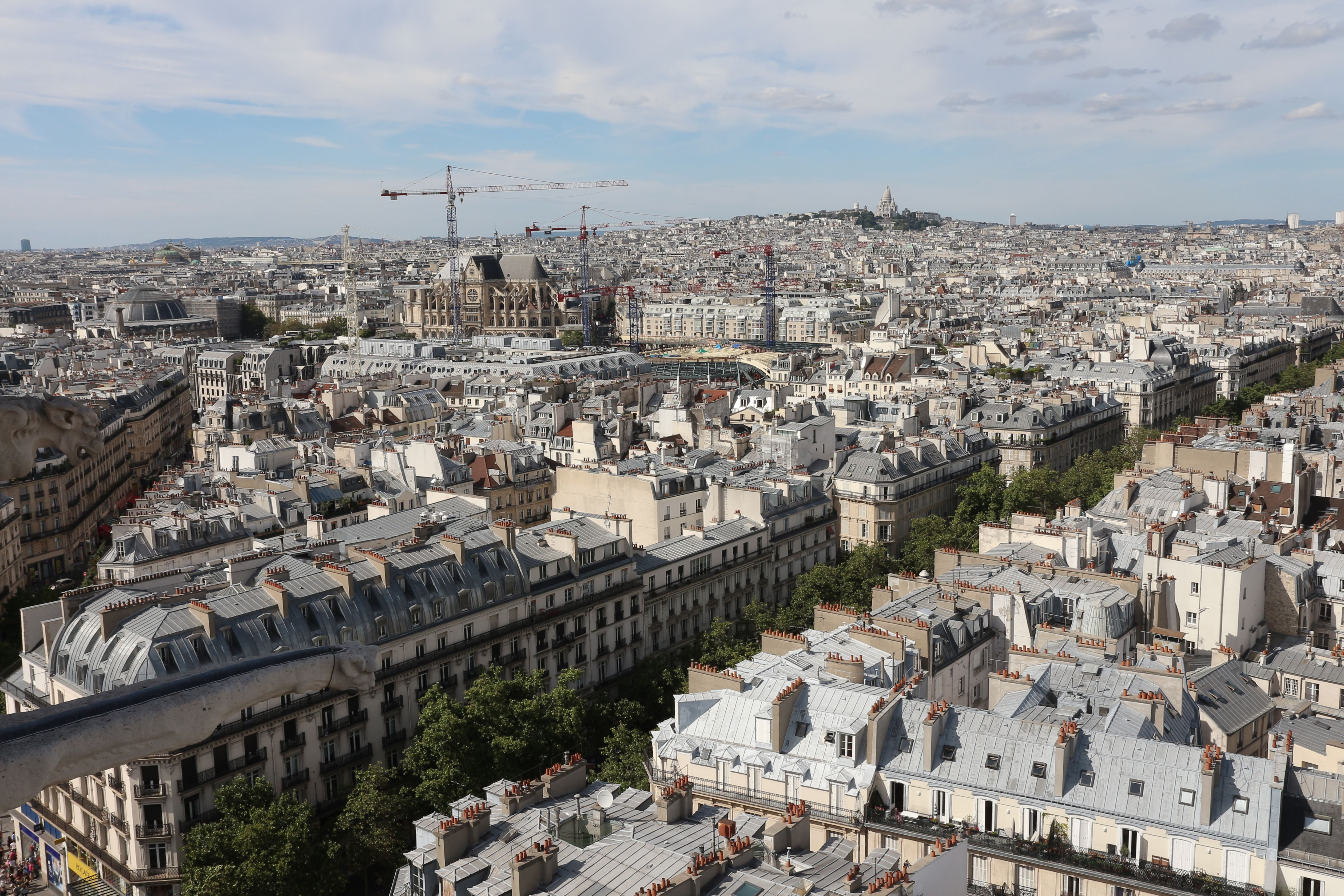
Le boulevard vu depuis la tour Saint-Jacques.

Le boulevard est inauguré en 1858. Dans cette partie le boulevard nouveau a absorbé, englobé ou supprimé : 
- la rue des Arts
- la ruelle des Arts
- la rue Aubry-le-Boucher, en partie
- la rue d'Avignon
- la cour batave : en 1791, B.E. Abbema, J. De Witt et Jan Bernd Bicker achètent l'église du Saint-Sépulcre et une partie sud de l'abbaye Saint-Magloire et reconvertissent les lieux afin de les transformer en la « Cour batave »[5].

- le passage et l'impasse Beaufort
- la rue Blondel, en partie

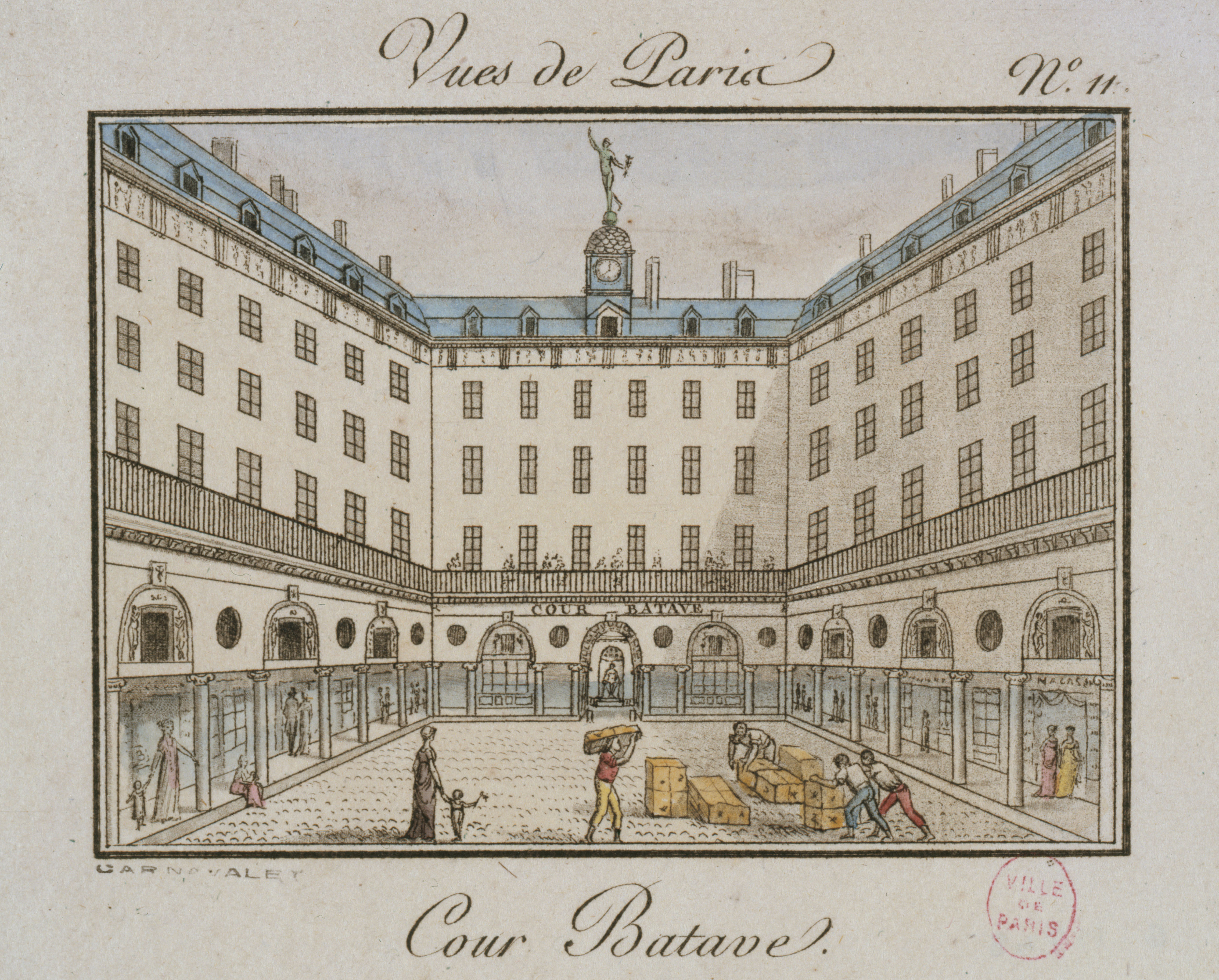
Cour Batave. N°11.

- l'ancienne rue du Bourg-l'Abbé et la poterne du Bourg l'Abbé
- le passage du Cheval Rouge
- la ruelle du Commerce
- la rue du Crucifix-Saint-Jacques-la-Boucherie, également appelée « rue du Petit Crucifix » ou « rue du Crucifix »
- la rue des Écrivains, également supprimée par la rue de Rivoli
- une partie de la rue des Égouts-du-Ponceau
- l'impasse des Étuves
- une partie de la rue Guérin-Boisseau
- la rue du Grand-Hurleur et la rue du Petit-Hurleur
- le Passage Grande-Rue
- la rue Greneta, en partie
- la rue Guérin-Boisseau, en partie
- la rue de la Laiterie
- la rue de La Reynie, en partie
- la rue des Lombards, en partie
- le passage de la Longue-Allée et une partie de la rue de la Longue-Allée (entre la rue Blondel et la section de la rue du Ponceau supprimée)
- la rue des Mécaniques
- la rue des Métiers, enclos de la Trinité
- la rue aux Ours, partiellement éventrée lors de la création du nouveau carrefour
- une partie de la rue du Ponceau qui avait été ouverte sur le passage du Grand Égout
- la rue Rambuteau, en partie
- le passage ou cour Saint-Chaumont
- la rue de la Savonnerie
- le passage Saint-Denis qui correspondait avec le passage Basfour
- l'impasse Saint-François
- la rue Saint-Magloire
- la rue Sainte-Apolline, en partie[6]
- la rue Salle-au-Comte également appelée « rue de la Salle-au-Comte », jadis « rue au Comte-de-Dammartin », qui devait son nom à l'hôtel de Dammartin, où habita et fut tué au XVe siècle le grand chancelier de Marie. Cette rue allait à peu près de la rue aux Ours à la rue Saint-Magloire puis fut prolongée en 1843 de cette ancienne rue jusqu'à la rue Rambuteau.
- le passage Saucède
- l'enclos de la Trinité, comprenant le cimetière et l'hôpital de la Trinité, le passage Greneta, la Grande-Rue, les rues des Métiers (précédemment rue Saint-Louis), des Mécaniques et de la Laiterie et la rue ou cour du Commerce[7]
- la rue Trognon
- la rue des Trois-Maures
- la rue de la Veille-Monnaie
- le passage et l'impasse de Venise

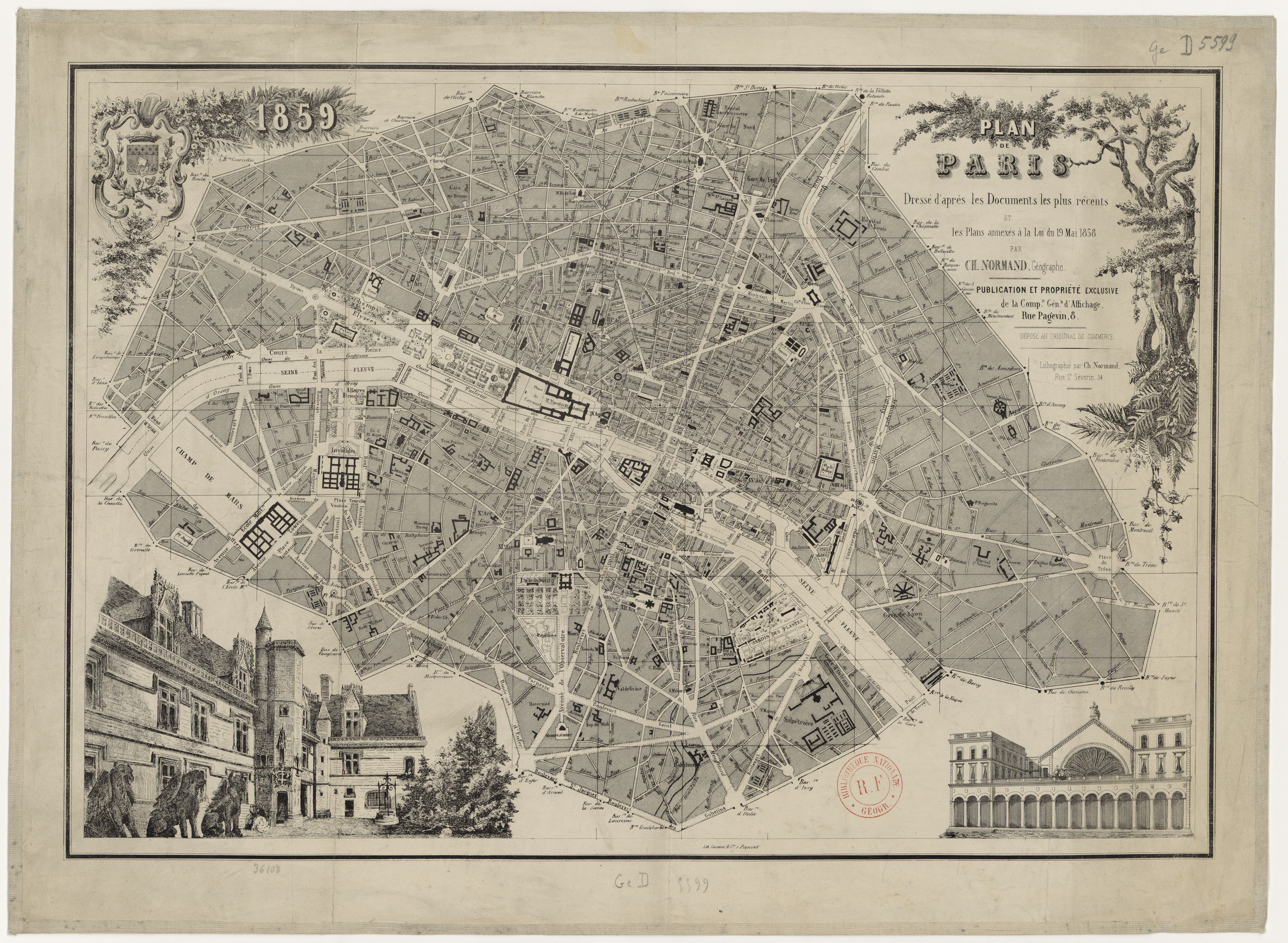
Plan de Paris de 1859, sur lequel le boulevard Sébastopol se poursuit jusqu’au croisement avec l’avenue de l’Observatoire.

Pendant quelques années, le boulevard de Sébastopol se poursuit sur la rive gauche jusqu’à l’avenue de l’Observatoire (actuel RER Port-Royal) ; cette section recevra en 1867 le nom de boulevard Saint-Michel.

### Aménagement cycliste
En 2020, le boulevard accueille une voie cyclable séparée bidirectionnelle, qui devient la piste la plus fréquentée de Paris. Le 7 octobre 2020, l'adjoint transport de Paris annonce l'élargissement de la voie cyclable. En mai 2023, la piste est utilisée par 17 000 vélos par jour, avec un record de fréquentation quotidienne établi à 28 417 passages le 10 octobre 2022, faisant de cet aménagement cycliste le plus utilisé de Paris devant ceux de la rue de Rivoli et du boulevard Magenta.

## Bâtiments remarquables et lieux de mémoire
- Le boulevard de Sébastopol est cité dans la chanson Viens Fifine chantée par Jean Gabin[12].
- Le boulevard Sébastopol a inspiré la chanson Mon Sébasto, composée par Jean-Roger Caussimon et Léo Ferré, en 1957.
- Le boulevard Sébastopol a également inspiré la chanson Tout le long du Sébasto, interprétée par Berthe Sylva .
- No 17 : Éden-Concert, ancienne salle de spectacle parisienne.
- No 18 : inscription MACL (Maison Assurée Contre L’incendie). À la fin du XIXe siècle, certaines compagnies d’assurance annonçaient le type de protection sur la façade des immeubles[13].

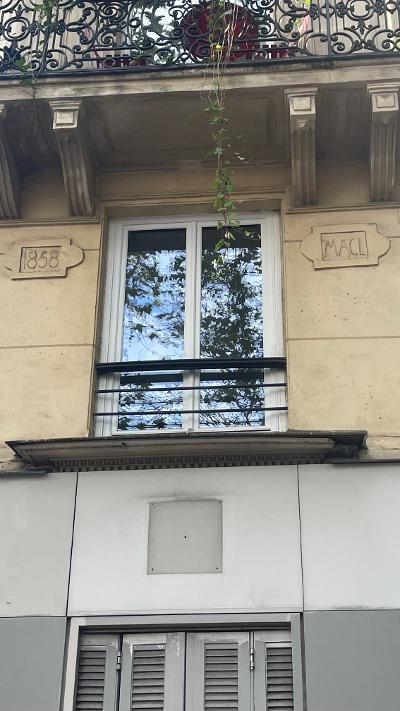
Ancienne inscription MACL (Maison Assurée Contre L'incendie).

- No 19 : emplacement, d'août 1943 à août 1944, des bureaux du journal Le Franc-Tireur.
- No 65 : linteau de porte, avec deux sirènes en haut-relief. Il a inspiré un poème (Les sirènes de Sébastopol) de Raymond Queneau, dans le recueil Courir les rues :

« Soixante-cinq boulevard Sébastopol

il y a deux sirènes sculptées au-dessus d’une porte

elles ne doivent pas être très anciennes

elles datent sans doute du dix-neuvième siècle

elles n’ont aucun intérêt pour les archéologues
 
mais si elles sont là ce n’est pas sans intention
 
quel rapport avec l’architecte auteur de cette bourgeoise construction?

quel rapport avec le propriétaire qui portait peut-être un bonnet de coton?

il y a un mystère qui a tout autant d’intérêt qu’un autre

une fois qu’on a découvert ces deux modestes sirènes

modestement sculptées, merveilles incertaines »

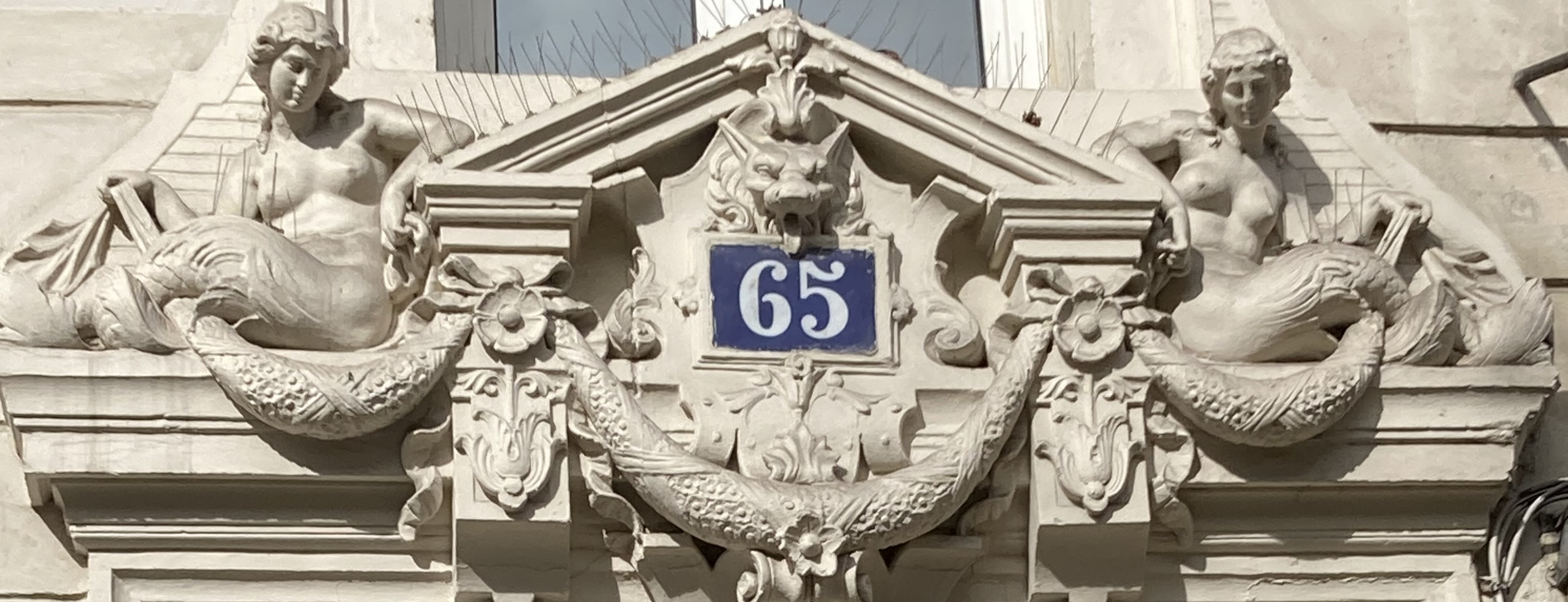
Linteau de porte, avec deux sirènes au no 65.

- No 71 :  Pierre Ucciani (artiste peintre), y eut ses ateliers de bijoutier-joaillier-orfèvre, de 1879 à 1902[14].
- No 99 : Emplacement, en 1878, de la goguette des Joyeux Amis
- Nos 101-103 : ancien immeuble Félix Potin, actuellement occupé par un magasin de l'enseigne Monoprix. En janvier 2015, lors de travaux effectués dans les caves du magasin Réaumur-Sébastopol, on découvre 8 fosses communes comprenant en tout plus de 200 squelettes. Ces ossements proviendraient du cimetière de la Trinité[15],[16],[17].
- No 127 : Ernest Le Deley y avait un magasin de cartes postales.
- No 131 : vestiges du couvent des Filles de Saint-Chaumont (ou couvent des Filles de l'Union chrétienne), fondé en 1673, reconstruit en 1734-1735 par Jacques Hardouin-Mansart de Sagonne et en partie conservé. C'est le seul témoignage conservé des grands établissements pieux ou charitables construits le long de la rue Saint-Denis.
- Arrière de l'église Saint-Leu-Saint-Gilles.
- Le boulevard de Sébastopol est cité dans l'appel de l'abbé Pierre le 1er février 1954 : « Une femme vient de mourir gelée, cette nuit à 3 heures sur le trottoir du boulevard de Sébastopol ».
- En juin 1974, une manifestation de nuit y réunit plusieurs centaines de féministes, qui souhaitent dénoncer le fait que les femmes violées sont traitées en coupable, « soupçonnées d'avoir été imprudentes ou provocantes au motif qu'elles ont parlé à des inconnus ou sont sorties tard le soir, seules, sans protecteur » note l'historienne Séverine Liatard[18].

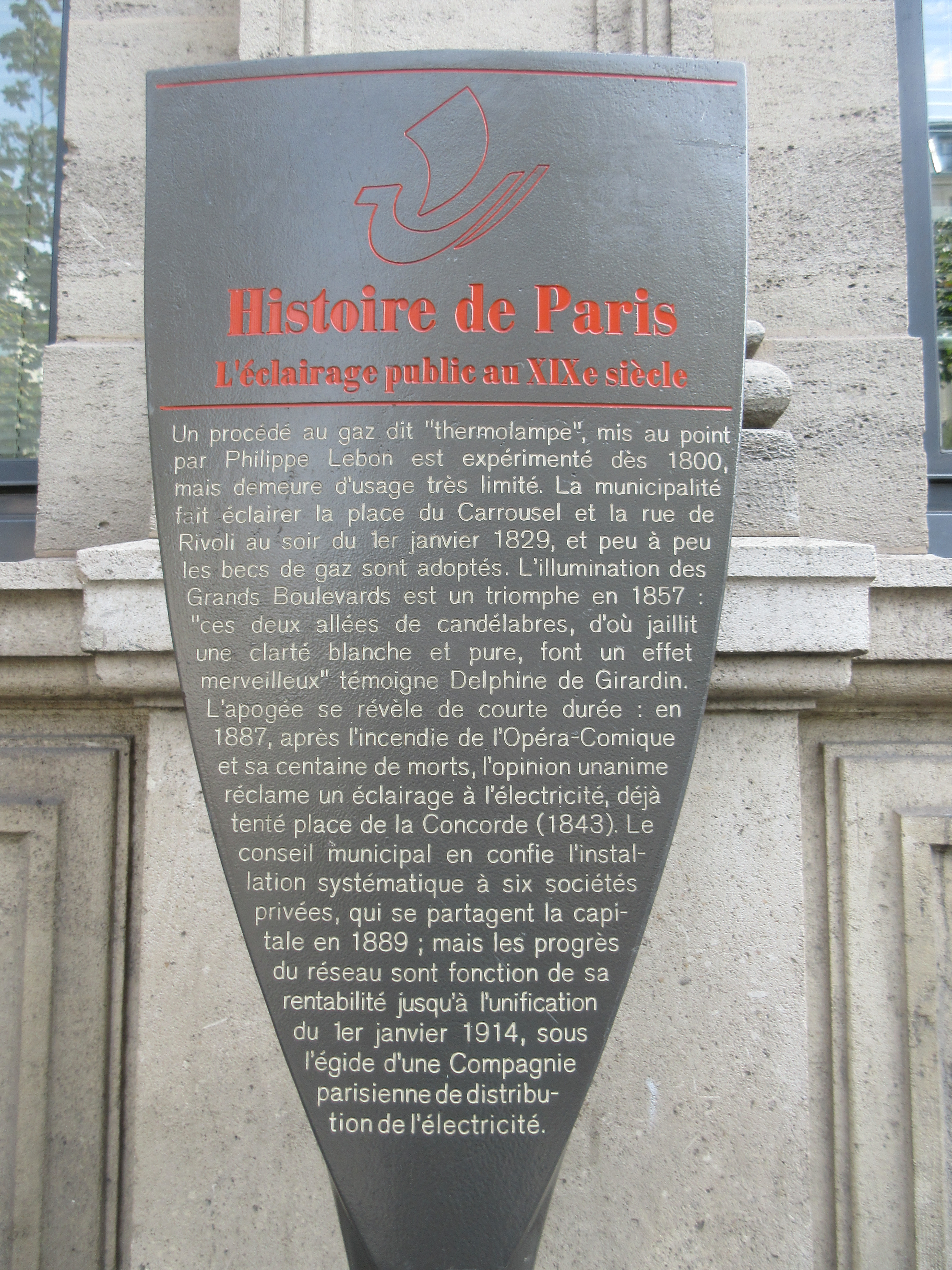
Panneau Histoire de Paris « L'éclairage public au XIXe siècle ».
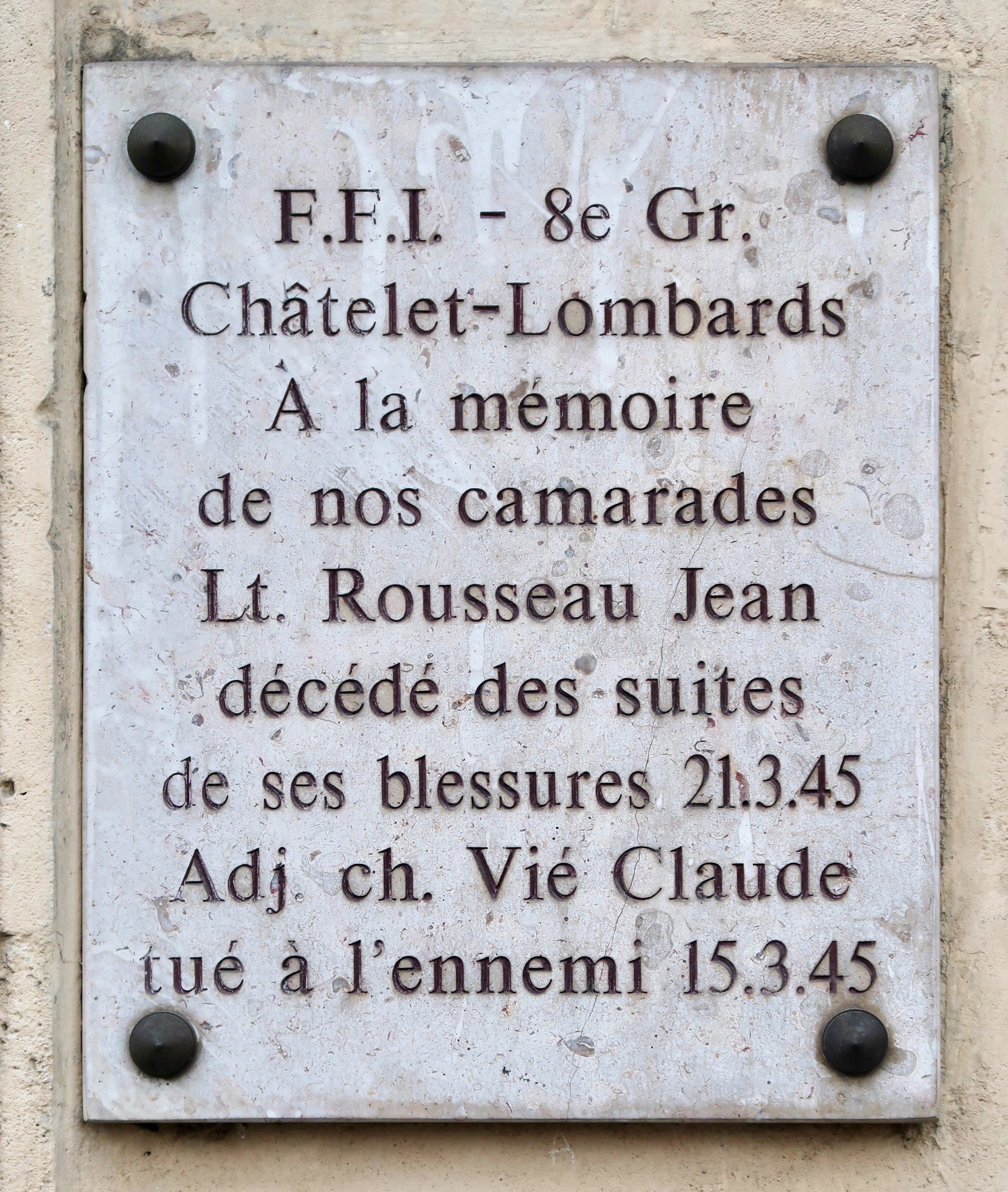
Plaque au no 3 en hommage à Jean Rousseau et Claude Vié.
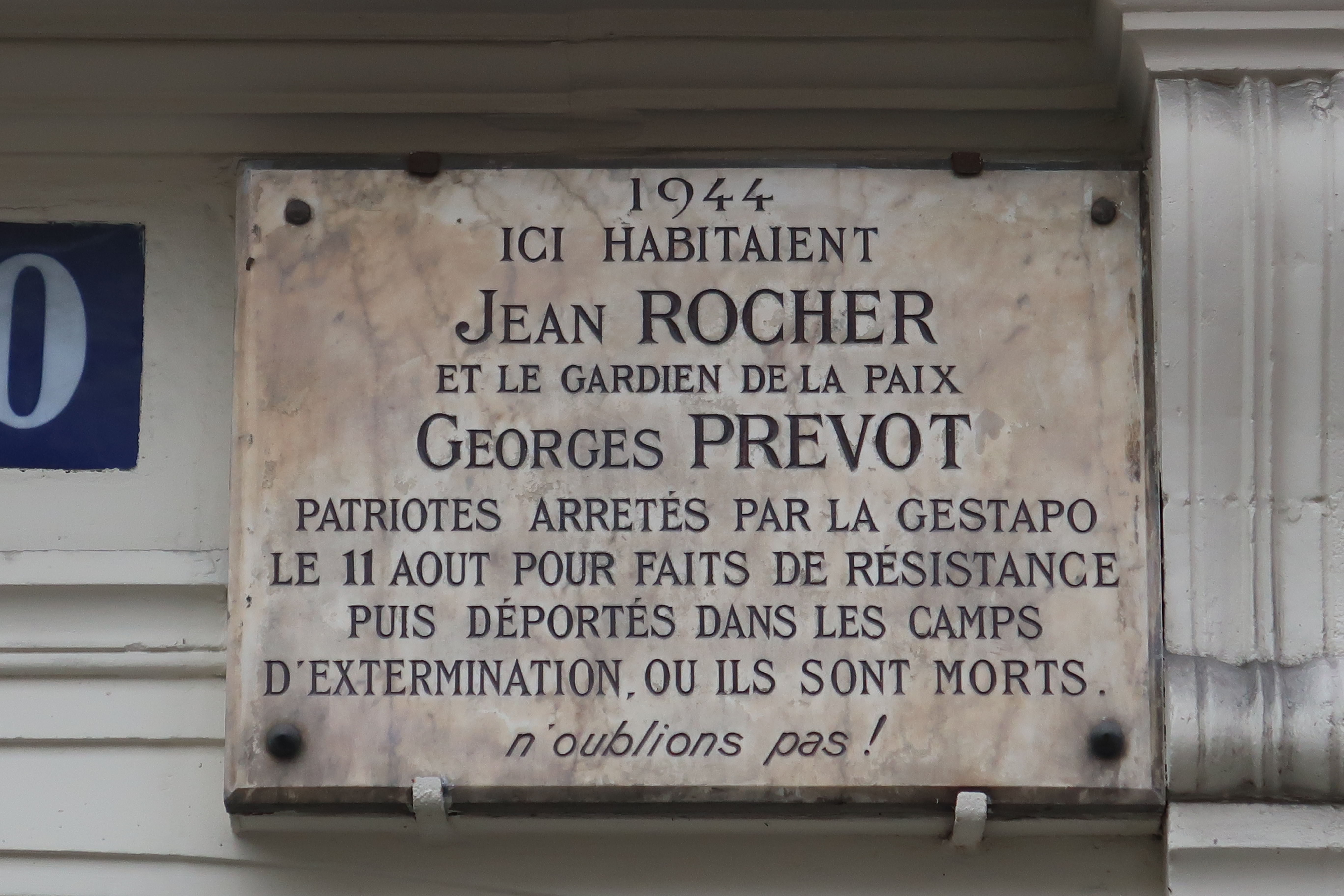
Plaque au no 20 en hommage aux résistants Jean Rocher et Georges Prévot.
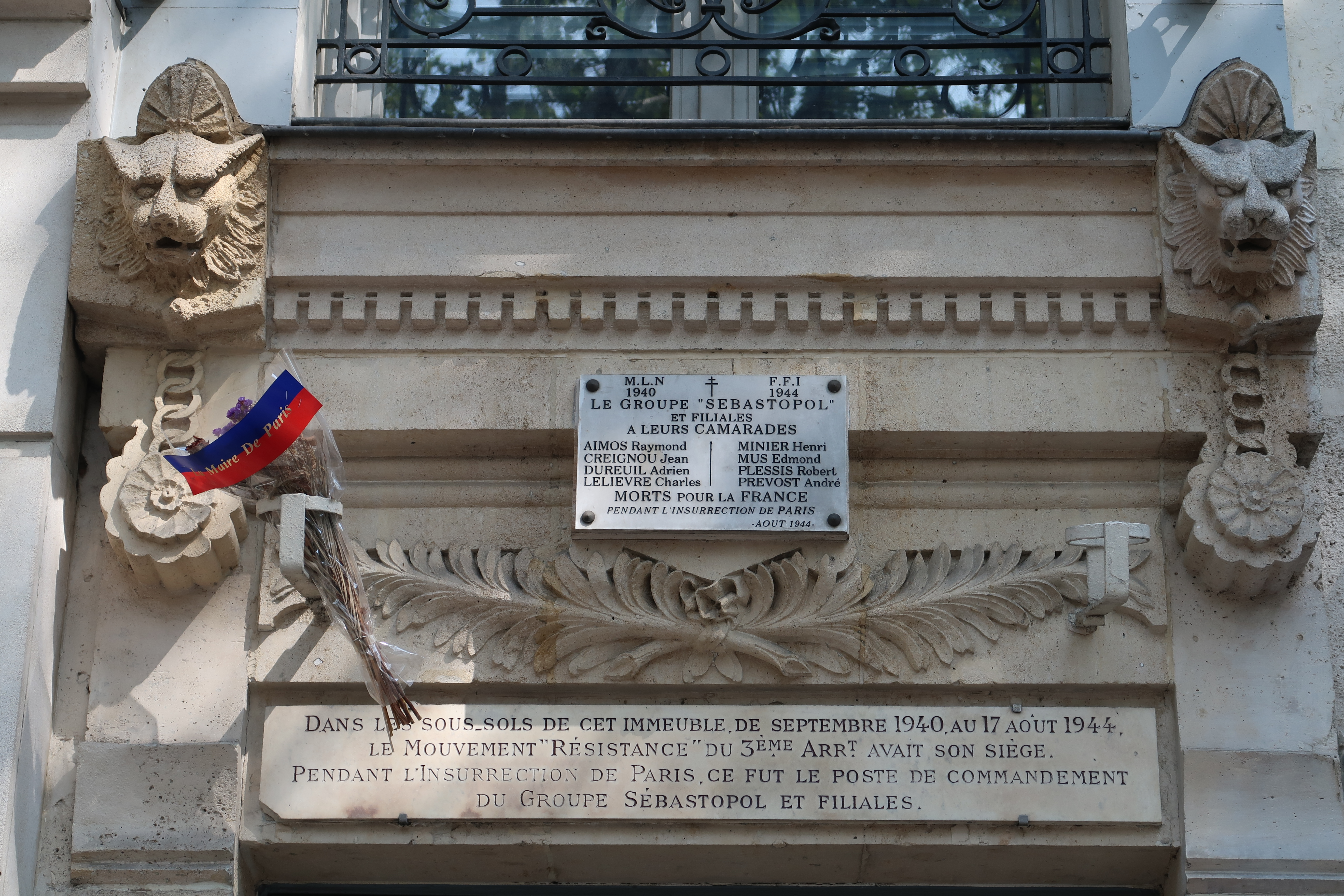
Plaque au no 48 en hommage aux résistants du « groupe de Sébastopol ».
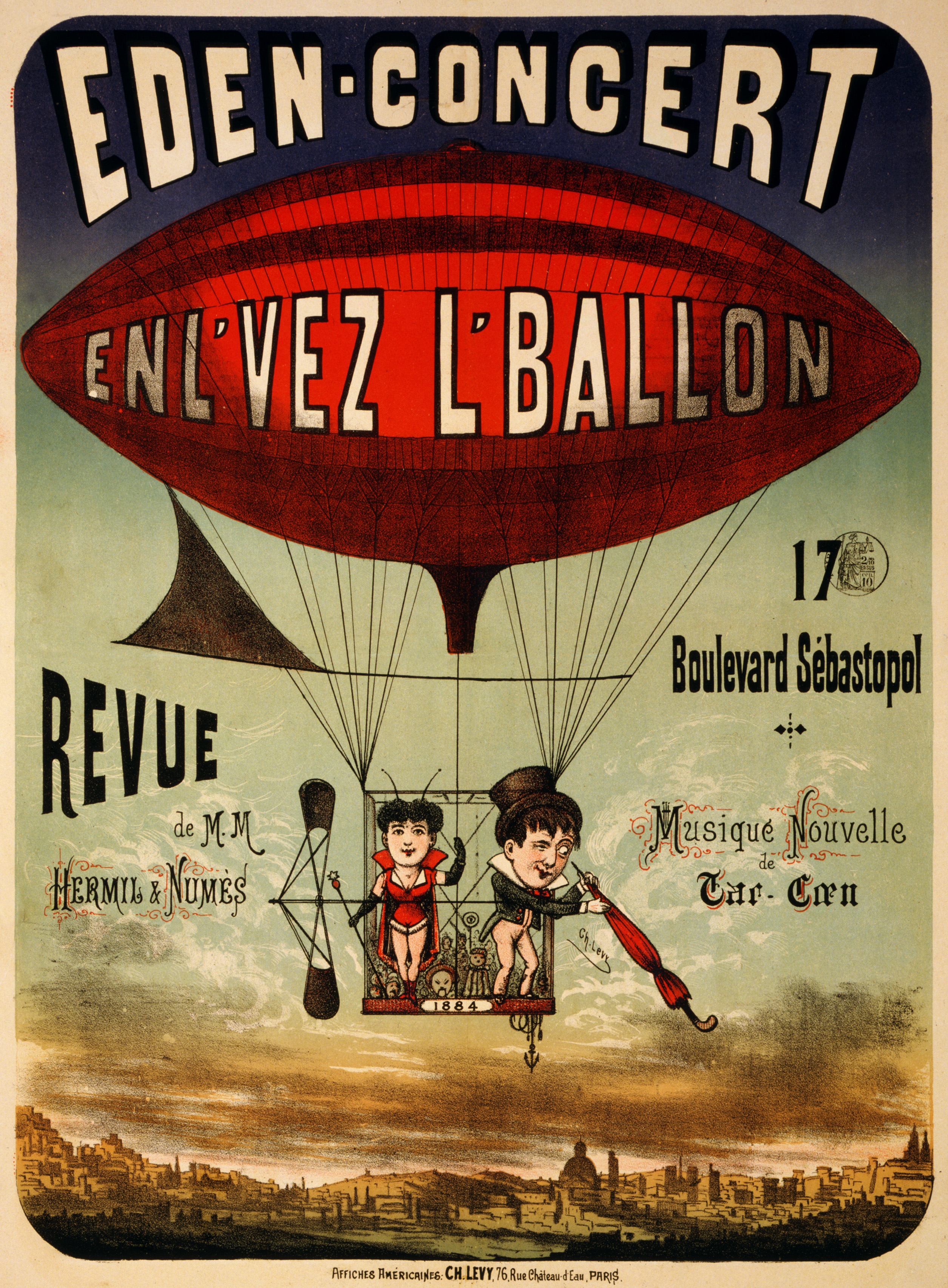
Affiche de 1884.

## Dans la musique
Dans La File indienne, Georges Brassens chante : « Un chien caniche à l'œil coquin / Qui venait de chez son béguin / Tortillant de la croupe et claquetant de la semelle / Descendait, en s'poussant du col / Le boulevard de Sébastopol / Tortillant de la croupe et redoublant le pas ».

## Pour approfondir